# 1796 Рига
1796 Рига (енгл. 1796 Riga) је астероид. Приближан пречник астероида је 73,83 km,
а средња удаљеност астероида од Сунца износи 3,345 астрономских јединица (АЈ).
Инклинација (нагиб) орбите у односу на раван еклиптике је 22,672 степени, а орбитални период износи 2235,062 дана (6,119 година). Ексцентрицитет орбите астероида износи 0,061.
Апсолутна магнитуда астероида износи 9,84 а геометријски албедо 0,037.
Астероид је откривен 16. маја 1966. године.